# Rijksnormaallessen
De Rijksnormaallessen was een school ter opleiding van onderwijzers en onderwijzeressen in Nederland. Deze scholen bestonden tussen ongeveer 1880 en 1890 en gingen later over in de kweekscholen.
Voor historische context zie normaalschool en Kweekschool voor onderwijzers.